# Peri (Corse-du-Sud)
Pour les articles homonymes, voir Peri.
Peri est une commune française située dans la circonscription départementale de la Corse-du-Sud et le territoire de la collectivité de Corse. Elle appartient à l'ancienne pieve  de Mezzana.

## Géographie
Le village éponyme est étalé au bas d'un contrefort montagneux (alt. 450 m), couronné par une forêt composée de chênes-verts, bruyères, arbousiers et châtaigniers.
Deux hameaux sont situés à proximité du village, l'Olmo et la Salasca.
Au-dessus des maisons, se trouve un espace limité par deux rivières, constitué d'anciennes terrasses de cultures.
Le nom corse de la commune est I Peri. Ses habitants sont les Piracci (au singulier Piracciu).

## Urbanisme

### Typologie
Au 1er janvier 2024, Peri est catégorisée bourg rural, selon la nouvelle grille communale de densité à sept niveaux définie par l'Insee en 2022.
Elle est située hors unité urbaine. Par ailleurs la commune fait partie de l'aire d'attraction d'Ajaccio, dont elle est une commune de la couronne,. Cette aire, qui regroupe 79 communes, est catégorisée dans les aires de 50 000 à moins de 200 000 habitants,.

### Occupation des sols
L'occupation des sols de la commune, telle qu'elle ressort de la base de données européenne d’occupation biophysique des sols Corine Land Cover (CLC), est marquée par l'importance des forêts et milieux semi-naturels (80,2 % en 2018), une proportion identique à celle de 1990 (79,5 %). La répartition détaillée en 2018 est la suivante : 
milieux à végétation arbustive et/ou herbacée (66,5 %), zones agricoles hétérogènes (13,7 %), espaces ouverts, sans ou avec peu de végétation (7,1 %), forêts (6,6 %), zones urbanisées (5 %), zones industrielles ou commerciales et réseaux de communication (1,1 %). L'évolution de l’occupation des sols de la commune et de ses infrastructures peut être observée sur les différentes représentations cartographiques du territoire : la carte de Cassini (XVIIIe siècle), la carte d'état-major (1820-1866) et les cartes ou photos aériennes de l'IGN pour la période actuelle (1950 à aujourd'hui).

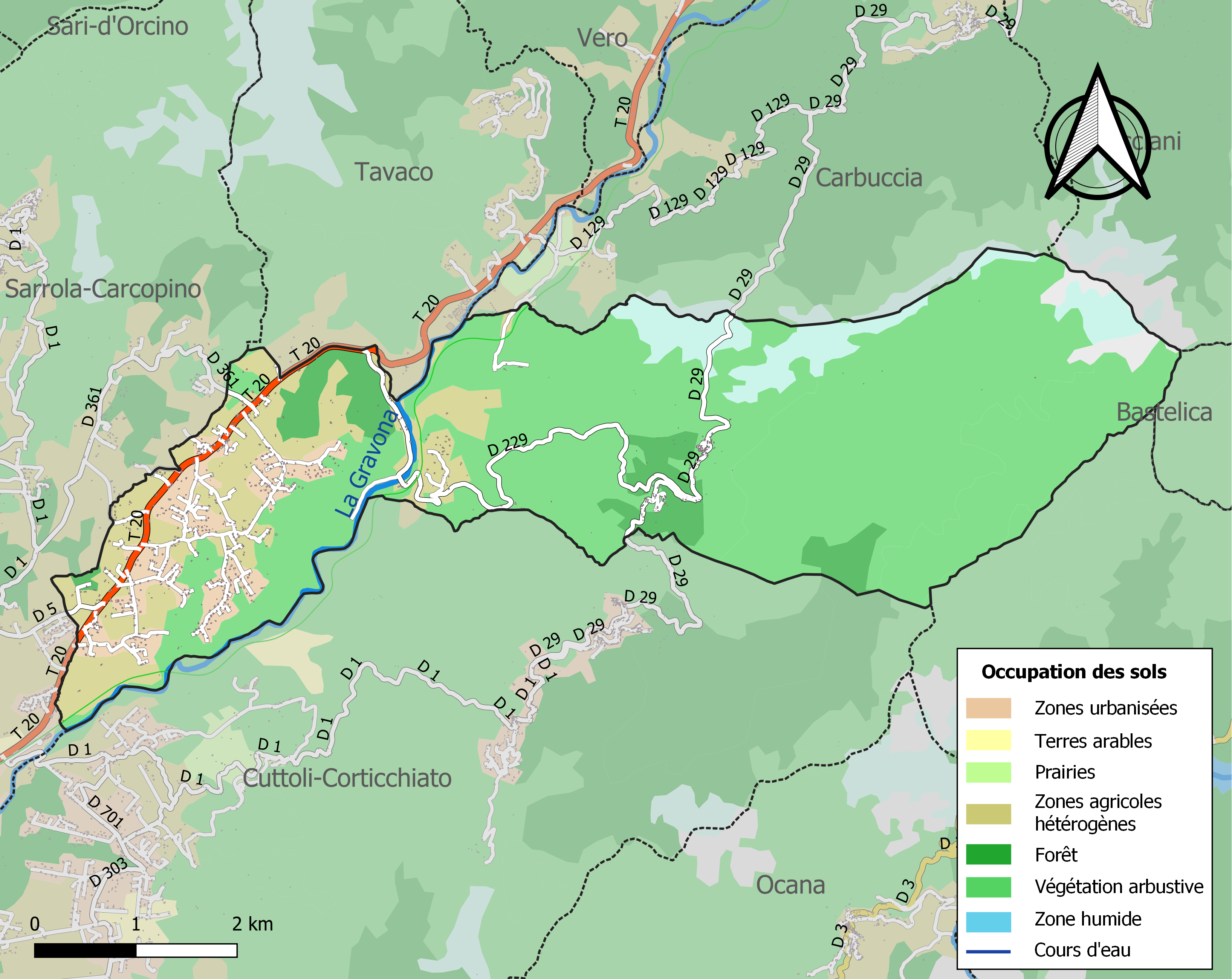
Carte des infrastructures et de l'occupation des sols de la commune en 2018 (CLC).

## Toponymie
Le nom corse de la commune est Peri [ˈpɛːri], pluriel du corse peru signifiant "poirier".
Ses habitants sont les Piracci.

## Histoire
Dite "Le Pere" "I Pere" ou "Li Peri" dans les textes anciens, l'étymologie du toponyme doit sans doute plus à une référence à "un massif pierreux" qu'à des "poiriers" comme il est communément admis.
- Vestiges préhistoriques et antiques : poteries poinçonnées du Néolithique ancien, nombreuses traces d'habitats en pisé et abondants témoignages de culture intensive de céréales (âge du bronze).
- Ruines d'une chapelle pré-romane "Santa Barbara" (VIe siècle ?) en écho à l'église pievane de Saint-Jean-Baptiste de Vero ?
- VIIe-Xe siècle : Épopée des comtes Salaschi descendants de Dardano[6]
- Xe-XVe siècle : "Incastellementu" : Rocca Vecchja et Rocca Nova (Grotta di Sampieru Corsu). Chapelle romane de Sa Darenti Vecchju (ayant fait l'objet de fouilles préventives, INRAP 2013, diagnostique n°1307)
- XVe-XVIIIe siècle : Famille Peres (ou Pere ou Peri) (Venise, Nobles six pour la pieve d'Ajaccio, révolutions de Corse)[7]
- 1729 : Andria Peres est l'un des chefs de la première révolte des Corses contre les Génois.
- 1733 : Construction du pont "Génois"- dit Ponti Vecchju sur le chemin patrimonial de Stretta Vecchja, franchit la rivière di i Pantaneddi.
- 1768 : bataille du pont de Peri (27 octobre) les nationaux font battre en retraite le Comte de Narbonne.
- 1886 : érection du clocher (restauré à l'identique en 2012)
- 1900 : reconstruction et agrandissement de l’église paroissiale de Saint-Laurent ou Sa Darenti (peintures murales intérieures restaurées en 2021).

## Politique et administration

### Liste des maires
| Période                                  | Période      | Identité                     | Étiquette     | Qualité |
| ---------------------------------------- | ------------ | ---------------------------- | ------------- | --- |
| Les données manquantes sont à compléter. |              |                              |               | |
| ca. 1905                                 |              | Paul-Antoine Pinzuti         |               | Propriétaire Conseiller d’arrondissement |
| 1945                                     | 1958         | Joseph Pinzuti (di i Caioni) | PCF           | Résistant et berger |
| 1958                                     | mars 1983    | Paul Petrelli                | UDR-Gaulliste | Préparateur en pharmacie |
| mars 1983                                | mars 2008    | Ange Guerrini                | SE            | Chirurgien-dentiste |
| mars 2008                                | janvier 2025 | Xavier Lacombe               | UMP-LR        | Conseiller principal d'éducation Député de la Corse-du-Sud (1re circ.) (2025 → ) Conseiller à l'Assemblée de Corse (2015 → 2025) 1er vice-président de la CA du Pays ajaccien (2014 → 2025) Suppléant des députés Jean-Jacques Ferrara (2017 → 2022) et Laurent Marcangeli (2022 → ) |
| janvier 2025                             | En cours     | Gustave Tallarico            |               | Chargé de mission à la Chambre d'agriculture de Corse Adjoint au maire (2008 → 2025) |

## Démographie
L'évolution du nombre d'habitants est connue à travers les recensements de la population effectués dans la commune depuis 1800. Pour les communes de moins de 10 000 habitants, une enquête de recensement portant sur toute la population est réalisée tous les cinq ans, les populations de référence des années intermédiaires étant quant à elles estimées par interpolation ou extrapolation. Pour la commune, le premier recensement exhaustif entrant dans le cadre du nouveau dispositif a été réalisé en 2007.

En 2022, la commune comptait 2 042 habitants, en évolution de +5,1 % par rapport à 2016 (Corse-du-Sud : +7,61 %, France hors Mayotte : +2,11 %).
| 1800 | 1806 | 1821 | 1831 | 1836 | 1841 | 1846 | 1851 | 1856 |
| ---- | ---- | ---- | ---- | ---- | ---- | ---- | ---- | ---- |
| 450  | 437  | 495  | 482  | 509  | 550  | 615  | 605  | 615  |

| 1861 | 1866 | 1872 | 1876 | 1881 | 1886 | 1891 | 1896 | 1901 |
| ---- | ---- | ---- | ---- | ---- | ---- | ---- | ---- | ---- |
| 659  | 678  | 650  | 707  | 683  | 676  | 737  | 716  | 722  |

| 1906 | 1911 | 1921 | 1926 | 1931 | 1936 | 1946 | 1954 | 1962 |
| ---- | ---- | ---- | ---- | ---- | ---- | ---- | ---- | ---- |
| 752  | 729  | 729  | 664  | 673  | 710  | 505  | 512  | 487  |

| 1968 | 1975 | 1982 | 1990 | 1999  | 2006  | 2007  | 2012  | 2017  |
| ---- | ---- | ---- | ---- | ----- | ----- | ----- | ----- | ----- |
| 493  | 507  | 626  | 924  | 1 140 | 1 469 | 1 516 | 1 750 | 1 999 |

| 2022  | - | - | - | - | - | - | - | - |
| ----- | - | - | - | - | - | - | - | - |
| 2 042 | - | - | - | - | - | - | - | - |

La population actuelle de la commune est désormais essentiellement concentrée dans la partie basse de la commune (a piaghja) à 15 km d'Ajaccio. Au début du XXe siècle, l'essentiel de la population est rattachée, au village de montagne (u paesi) qui pratique la transhumance au gré des saisons (la muntagnera en été et l'impiaghjera en hiver). Le début des années 60, du XXe siècle, marque une rupture : les progrès sanitaires ont rendu habitables les plaines corses, sous la pression démographique de la ville d'Ajaccio, la demande de terrain à bâtir explose. Les prix des terrains montent. Les techniques de constructions autorisent l'autonomie d'un habitat dispersé (puits, chauffage aux énergies fossiles...).
Le confort nouveau que ces maisons apportent finit par convaincre les Piracci de souche à descendre s'installer aux portes de la capitale du sud de la Corse. Ils abandonnent ainsi le village, se mêlent aux néo-piracci remontés de la ville et contribuent, avec d'autres populations de plaines (piaghjinchi)- Afà, Cuttoli, Sarrola... à alimenter l'actuel « grand Ajaccio ».
La tendance structurante actuelle semble s'orienter vers la densification du bâti de la plaine, déversoir naturel de la ville.

## Lieux et monuments
- Chapelle de l'Annonciation dite la Nunziata de Peri.
- Chapelle Saint-Antoine dite Sant-Antone de Cavone.
- Église paroissiale de Sa Darenti (Saint-Laurent) :

D'un plan tréflé, elle reprend, dit-on, à l'identique celui de l'église précédente située à a Nuccia. Cette dernière était en très mauvais état quand l'abbé Lovicchi décida de la relever et de l'agrandir (1900). Le chœur et les chapelles latérales et son abside en cul-de-four ont été décorés en trompe-l'œil par l'artiste florentin Giulio Marina exilé en Corse par la police mussolinienne (vers 1941-1942); 3 statues XVIIe et marbre XVIIIe. L'accès à la place de l'église se fait par un perron avec escalier double. Au centre, l'empiètement dessine une croix latine polychrome en bas-relief. Les marches gravées "Aux enfants de Peri" sont le premier témoignage de l'hommage rendu par le village à ses 36 enfants (au moins) morts à la guerre de 14-18. À l'intérieur de a esgia nova, une plaque de marbre, flanquée d'un drapeau corse, reprend la liste des morts de la grande guerre.
Sur la place de l'Annunziata, clocher à 3 étages, couronné par une tour cylindrique percée de lucarnes, avec une flèche conique inspirée des mausolées antiques ; au pied du clocher, chapelle sous le double vocable de l'Annonciation (XIVe) et du Rosaire (XVIIe) de plan rectangulaire ; appartient à la vieille famille des Peri, ou Pere, ou Peres, dont les ancêtres, officiers au service de la république de Venise, s'illustrèrent lors des affrontements contre les troupes pontificales en Polesine (1643) et dans les opérations de Crête et Dalmatie lors de la guerre vénéto-turque dite de « Candie » (1670)  ; retable et tableaux.
Sur un petit promontoire, à la plaine, au lieu-dit Cavoni, on doit signaler la chapelle de Sant'Antoni (de Padoue) XVIe avec un clocheton en façade. Elle aurait été bâtie par un ancêtre de la famille Sandamiani.
Le territoire communal qui s'étend dans la basse vallée d'est en ouest, englobe la plaine de Peri située sur la rive gauche de la Gravona. On dit qu'un homme à pied faisait le tour complet du territoire communal en moins de 24 heures
A la plaine la terre est fertile, coteaux recouverts de pâturages, villas, vignes au vin de bonne réputation, jardins et arbres fruitiers (principalement amandiers et figuiers, quelques oliviers).
Côté montagne il faut noter :
Massif de la Falcunaghja : falaises de granit gris-rouille.
Points culminants de la commune : Punta Aculò (1 540m), Punta di u Cachjoni 1 275 m, Punta à u Casteddu (grotta) di Sampieru ou Rocca Nova qui aurait servi de relais au condotiere sur le chemin Bastelica-Boccognano.
U Castiddacciu ou Rocca Vecchja.
Rocher di u Frati.
A Piana à u Signori
I Petri Bianchi.